# Nosmips aenigmaticus
Nosmips aenigmaticus es un raro y misterioso primate fósil conocido solo por 12 dientes, que no permiten encuadrarlo en ninguno de los grupos conocidos de primates del Eoceno de África. Se encontraron en la depresión del Fayum, a las afueras del El Cairo, Egipto.
Nosmips aenigmaticus probablemente vivió hace unos 37 millones de años en África y no ha podido ser clasificado con éxito en los grupos de primates conocidos. Se ha considerado débilmente, sin embargo, que estuviera asociado con los Eosimiidae..